# Dornier Do 24
El Dornier Do 24 fue un hidrocanoa de origen alemán, surgido como respuesta al requerimiento de la Marina neerlandesa, que deseaba sustituir los Dornier Wal por entonces en servicio en las Indias Orientales Neerlandesas.

## Diseño y desarrollo

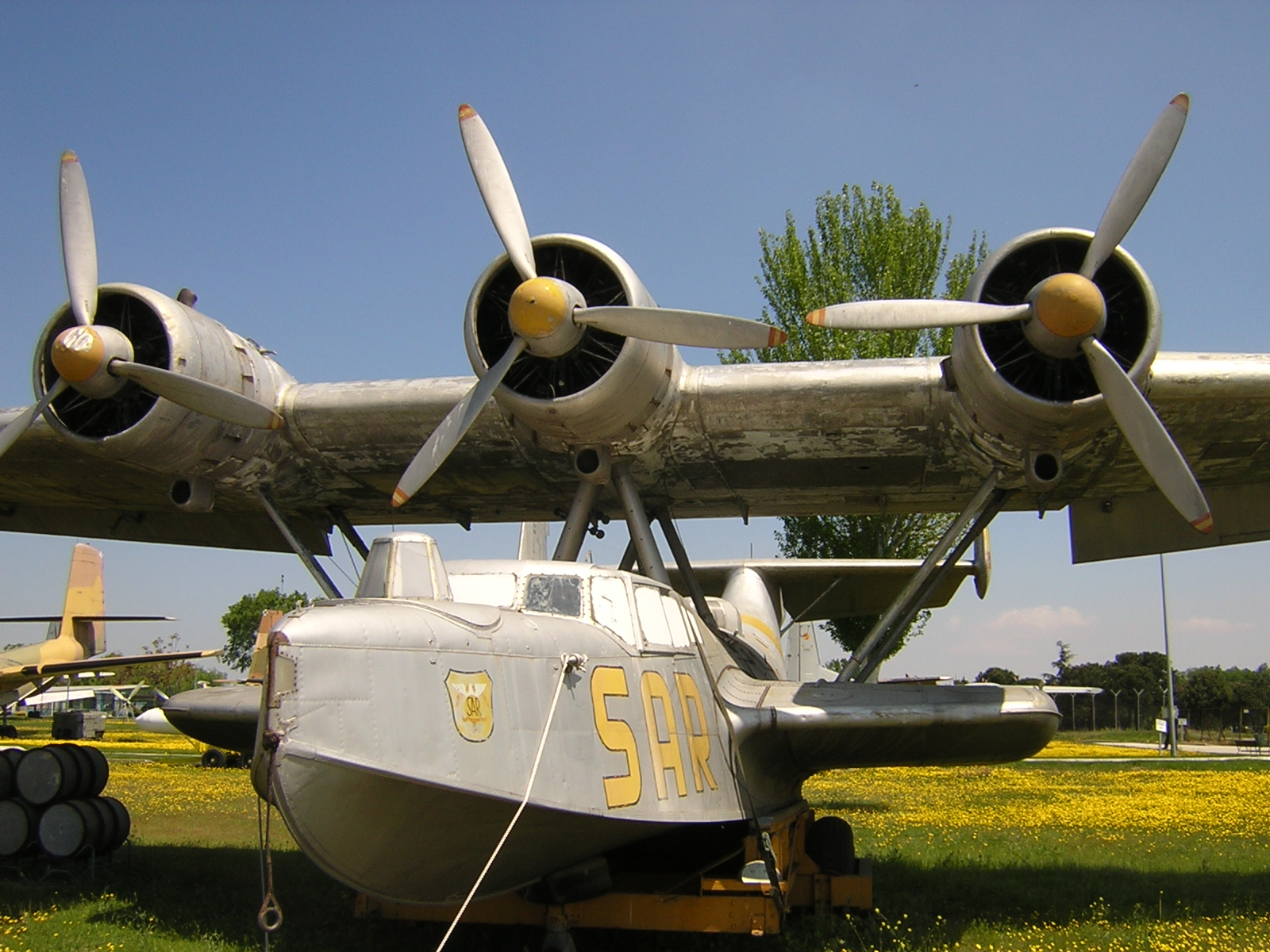
Do 24T-3 del SAR que se conserva en el Museo de Aeronáutica y Astronáutica de España.

El Do 24 era un hidrocanoa monoplano construido enteramente en metal, con casco chato y amplio y flotadores de estabilización; adoptaba un ala sostenida por montantes en la que estaban emplazados tres motores. Los dos primeros prototipos, posiblemente construidos para uso alemán, estaban propulsados por motores diésel Junkers Jumo 205C de 600 hp. El tercer prototipo (que fue el primero en volar, el 3 de julio de 1937) y el cuarto estaban equipados con motores Wright R-1820-F52 Cyclone de 875 hp, a fin de cumplir con el deseo holandés de que llevasen el mismo motor que sus bombarderos Martin 139 (versión de exportación del Martin B-10). Después de cumplirse con éxito el programa de pruebas, el resto del pedido se construyó en Altenrhein, Suiza, bajo la designación Do 24K-1. En los Países Bajos, la firma Aviolanda NV, en Papendrecht, se encargó de la producción bajo licencia de 48 nuevos aviones Do 24K-2 con motores Wright 1820-G102 de 775 hp (578 kW), y sus góndolas y alas fueron fabricadas por la compañía NV Koninklijke Maatschappij De Schelde (KMS) en Vlissingen; pero antes de la ocupación alemana, en mayo de 1940, sólo se habían entregado 25 ejemplares. Tres aviones terminados y un buen número de células a medio terminar fueron transferidas a Alemania para su evaluación en pruebas de salvamento aero-marítimo y, como resultado, la línea neerlandesa de montaje restableció la producción bajo control de la compañía Weser Flugzeugbau, donde se construyeron unos 170 aparatos.
Antes de la ocupación alemana de Holanda en junio de 1940, once Do 24 del Marine Luchtvaartdienst (Servicio de Aviación Naval de los Países Bajos) (construidos tanto en Holanda como en Alemania) fueron enviados a las Indias Orientales. El 7 de diciembre de 1941 (Ataque a Pearl Harbor) comenzó la guerra masiva en el teatro del Pacífico y muchos Do 24 holandeses fueron derribados o destruidos, por lo que en el mes de febrero de 1942 los seis únicos Do 24 supervivientes fueron transferidos a la RAAF (Royal Australian Air Force, Real Fuerza Aérea Australiana). Estos Dornier sirvieron como transportes de la RAAF en Nueva Guinea, convirtiendo al Do 24 en uno de los pocos aviones en haber prestado servicio operacional en ambos bandos durante la Segunda Guerra Mundial.
En 1941 se estableció otra línea de montaje del Do 24 T-1 en la antigua factoría Potez de Sartrouville, Francia, durante la ocupación. Esta línea operada por SNCA-Nord Aviation (Potez-Cams) produjo otros 48 Do 24T-1 más entre 1942 y agosto del 1944, antes de que los alemanes se retirasen del área. Con la liberación de la zona, dicha fábrica produjo cuarenta Do 24 más, pero esta vez para la Armada francesa, que los utilizó hasta 1952. 
A finales de 1944, un Dornier Do 24 asignado al servicio de salvamento marítimo del mar Báltico amerizó en las costas de Blekinge, en el sur de Suecia, pilotado por un desertor y la Fuerza Aérea Sueca compró el avión a las autoridades alemanas; en mayo de 1945, se proporcionó al Ala F 2 en Hägernäs, cerca de Estocolmo, como un avión de rescate aéreo/marítimo con la designación Tp 24. 
En 1944, el Ejército del Aire español recibió 12 Do 24T-3 fabricados en los Países Bajos, que fueron designados HR-5 y HD-5 para la recién fundada Comisión de Salvamento de Náufragos, creada para socorrer a los pilotos y marinos de aviones o barcos de ambos bandos, derribados o hundidos en el Mediterráneo. Estos aparatos fueron situados en la Base de Hidroaviones de Pollensa (Mallorca) y decorados en color verde, con cruces rojas, bandera de España en los timones y matrícula civil para hacer bien visible su condición de neutrales. A tal decoración se debe el apelativo de "Guardias Civiles" con que fueron conocidos hasta 1958. Más tarde los cuatro ejemplares que sobrevivían fueron encuadrados en el SAR, siendo dados de baja en noviembre de 1969.
De acuerdo con los registros de Dornier, más de 11 000 personas fueron rescatadas por aviones Do 24 durante toda su vida operativa. Se construyeron un total de 279 aparatos entre 1937 y 1945 (muchos de estos bajo licencia).

## Variantes

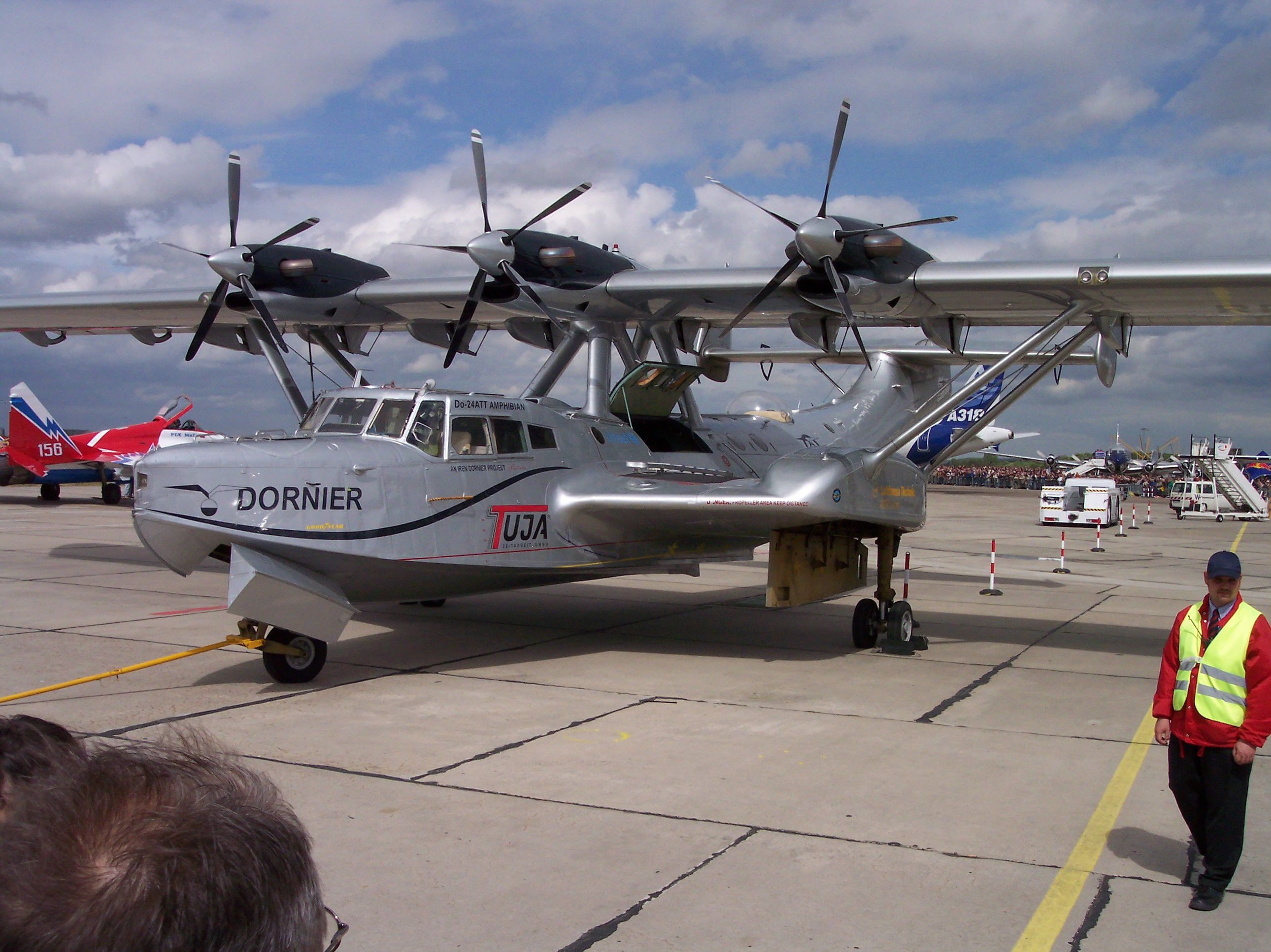
Restaurado Do 24 ATT remotorizado con motores turbohélice Pratt & Whitney PT6A-45.

Do 24 V1
Avión de pruebas de la Luftwaffe propulsado por tres motores lineales diésel Junkers Jumo 205C refrigerados por líquido de 450 kW (600 hp).
Do 24 V2
Avión de pruebas de la Luftwaffe similar al V1.
Do 24 V3
Avión de pruebas neerlandés con tres motores radiales Wright R-1820-F52 Cyclone refrigerados por aire de 660 kW (880 hp). Más tarde se convirtió en el primer Do 24K-1, y fue el primer Do 24 en volar. Se le asignó el número de serie X-1.
Do 24 V4
Segundo K-1 de pruebas neerlandés, asignado el número de serie X-2.
Do 24K-1
Aviones de producción suiza y de producción con licencia holandesa, 36 construidos.
Do 24K-2
Producido bajo licencia en Holanda; propulsado por tres motores Wright R-1820-G102 de 578 kW (775 hp). Uno construido.
Do 24N-1
Once Do 24K-2 de fabricación holandesa, terminados para la Luftwaffe para rescate aire-mar, propulsados por los mismos motores Wright R-1820-G102; el primero fue entregado en agosto de 1941, 11 conversiones.
Do 24T
Durante la ocupación alemana de los Países Bajos fueron producidos 159 Do 24T-1, Do 24T-2 y Do 24T-3, con cambios de detalle en el equipo; iban propulsados por BMW Bramo 323R-2 Fafnir y sirvieron fundamentalmente en los Seenotgruppen 1, 2 y 3 con base en Biscarrosse, cerca de Burdeos, y Berre, cerca de Marsella.
Do 24 ATT
Conversión a anfibio/restauración de posguerra con tres motores turbohélice Pratt & Whitney Canada PT6A-45, uno convertido.
Do 318
Designación de un único prototipo modificado en 1944 por Weser Flugzeugbau con un sistema de control de capa límite de diseño Arado Flugzeugwerke. Las pruebas resultaron un éxito, pero el avión se fue a pique en 1945 en el lago de Constanza.

## Supervivientes

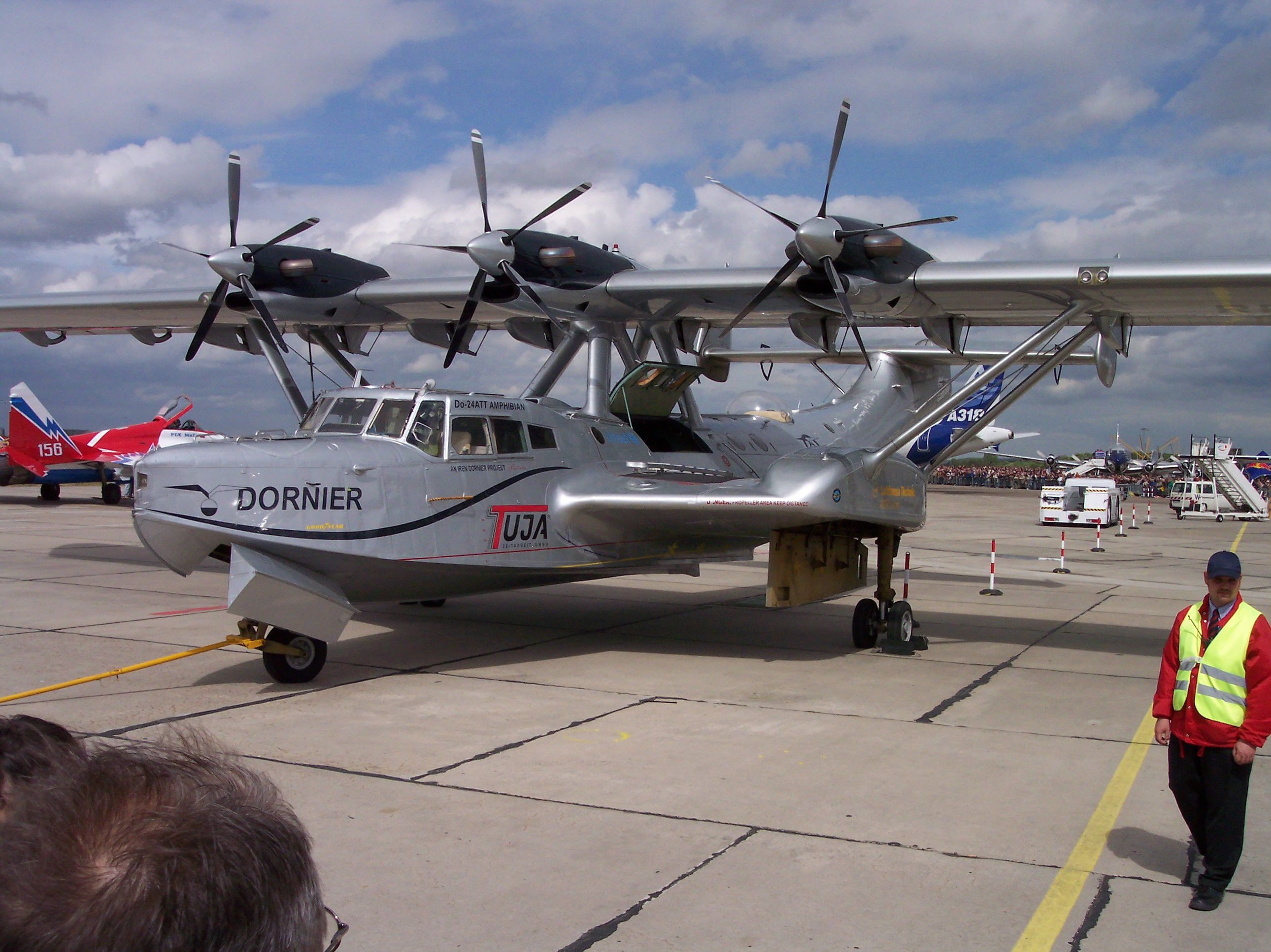
Dornier Do 24 ATT Anfibio.

Hoy en día, todavía queda un Dornier Do 24 en condiciones de vuelo y es operado por el proyecto Amphibian Do-24 ATT World Tour. El proyecto comenzó en febrero de 2004, cuando un Do 24 restaurado y remotorizado con tres turbohélices Pratt & Whitney PT A-45B, y denominado Do-24 ATT, comenzó a volar para UNICEF en misiones de asistencia infantil en las Filipinas. El Do-24 ATT está siendo pilotado por Iren Dornier, el nieto del fundador de Dornier, Claudius Dornier.
Una réplica de un Do 24 de la MLD (Marine Luchtvaartdienst, o Fuerza Aérea Naval Holandesa) se encuentra en exposición en el Museo de la Fuerza Aérea Holandesa en Soesterberg (Países Bajos).

## Operadores
Alemania
- Luftwaffe

 Australia
- Real Fuerza Aérea Australiana

 España
- Ejército del Aire (España)

 Francia
- Aviation navale

 Países Bajos
- Marine Luchtvaartdienst

 Suecia
- Svenska Flygvapnet

## Especificaciones (Do 24T-1)
Referencia datos: Aircraft of the Third Reich Volume one, German Aircraft of the Second World War, The Cosmopolitan Dornier...Last of the Sponson 'Boats

### Características generales
- Tripulación: Cuatro o seis[7]
- Longitud: 22,1 m (72,3 ft)
- Envergadura: 27 m (88,6 ft)
- Altura: 5,8 m (18,9 ft)
- Superficie alar: 108 m² (1162,5 ft²)
- Peso vacío: 9400 kg (20 717,6 lb)
- Peso cargado: 13 700 kg (30 194,8 lb)
- Peso máximo al despegue: 18 400 kg (40 553,6 lb)
- Planta motriz: 3× motor radial de nueve cilindros refrigerado por aire Bramo 323R-2 Fafnir.
  - Potencia: 704 kW (971 HP; 957 CV) cada uno.
- Hélices: VDM tripala metálicas de paso variable
- Capacidad de combustible: 5300 l en dos depósitos alares de 1000 l y 12 pequeños en los equilibradores

### Rendimiento
- Velocidad máxima operativa (Vno): 330 km/h (205 MPH; 178 kt) a 2600 m (8500 pies), 290 km/h a nivel del mar
- Velocidad crucero (Vc): 295 km/h (183 MPH; 159 kt) a 2600 m (8500 pies) (máximo continuo)
- Alcance: 2900 km (1566 nmi; 1802 mi)
- Alcance en ferry: 4700 km
- Techo de vuelo: 7500 m (24 606 ft)
- Tiempo a altitud: 2000 m (6600 pies) en 6 min

4000 m (13 000 pies) en 13 min 12 s

### Armamento
- Ametralladoras: 

  - 1x MG 15 de 7,92 mm en torreta de morro
  - 1x MG 15 de 7,92 mm en puesto de cola

- Cañones: 

  - 1x Hispano HS.404 o MG151 de 20 mm en torreta dorsal
- Bombas: 1200 kg bajo las alas

## Aeronaves relacionadas

### Aeronaves similares
- CANT Z.508
- Macchi M.C.100
- Blériot 5190
- Latécoère 582
- Blackburn Sydney
- Tupolev MTB-1

### Secuencias de designación
- Secuencia Do _ (designaciones del RLM para Dornier): ← Do 20 - Do 22 - Do 23 - Do 24 - Do 25 - Do 26 - Do 29 -- Do 216 - Do 217 - Do 317 - Do 318 - Do 335 - Do 417 - Do 435 →
- Secuencia Numérica (designaciones del RLM 1933-1945): ← Do 20 - Do 22 - Do 23 - Do 24 - Kl 25 - Do 26/Kl 26 - 8-27/Kl 27 -- 8-313 - Hs 315 - Do 317 - Do 318 - He 319 - Me 321 - Ju 322 →
- Secuencia Tp _ (Aviones de transporte de la Fuerza Aérea Sueca, pre-1940): ← Tp 9 - Tp 10 - Tp 16 - Tp 24 - Tp 45 - Tp 46 - Tp 47 →
- Secuencia A_ (Aeronaves de la RAAF (Serie Dos, 1935-1963)): ← A46 - A47 - A48 - A49 - A50 - A51 - A52 →
- Secuencia Numérica (Aeronaves del Ejército del Aire español, 1939-1945): ← 61 - 62 - 64 - 65 - 66 - 70 - 71 →
- Secuencia HR._ (Hidroaviones del Ejército del Aire español, 1945-1954): ← HR.2 - HR.3 - HR.4 - HR.5 - HR.6 - HR.7
- Secuencia HR._ (Hidroaviones del Ejército del Aire español, 1954-1978): HR.1 - HR.5